# 岡南飛行場

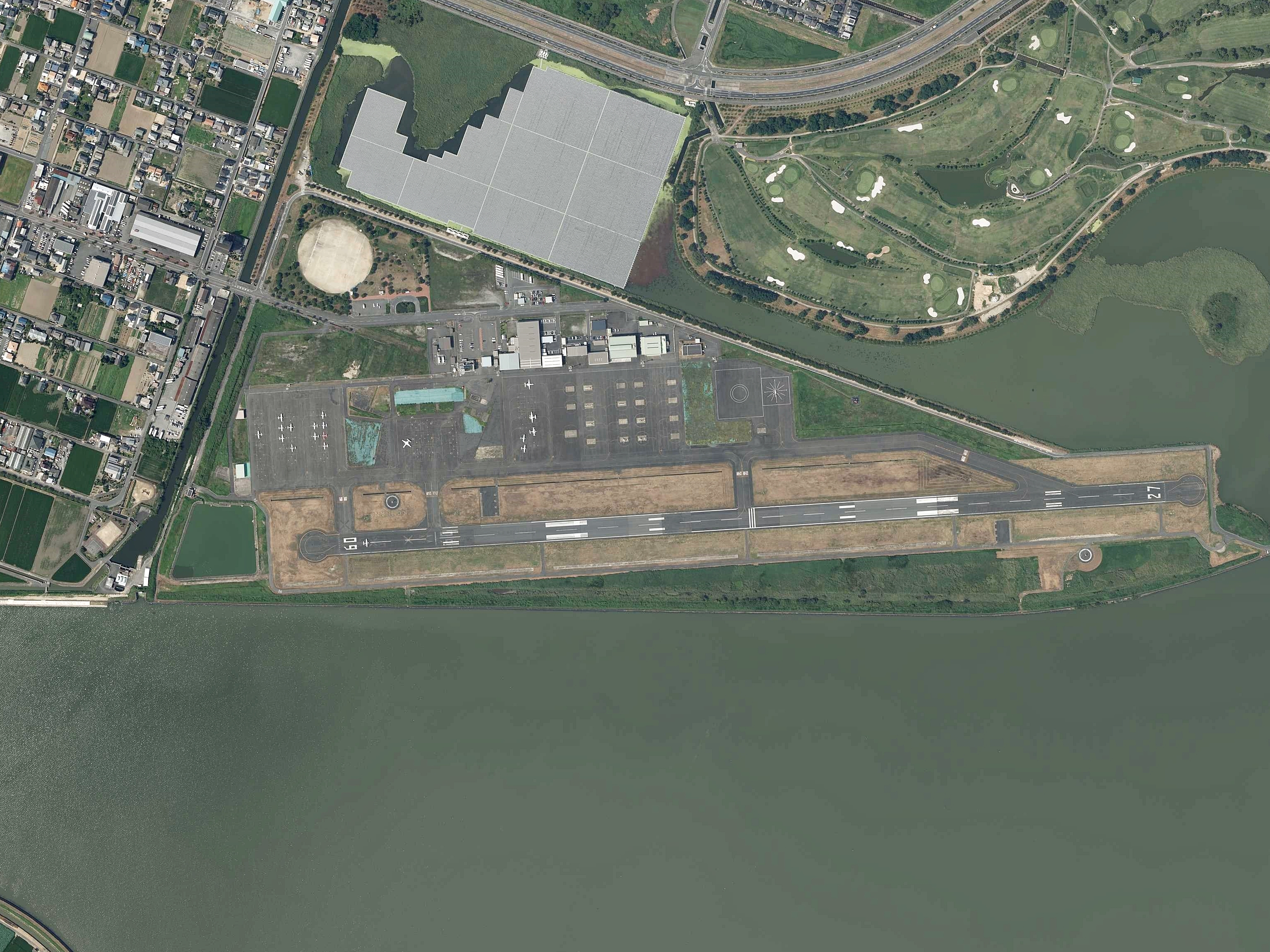
岡南飛行場付近の空中写真。（2020年撮影）

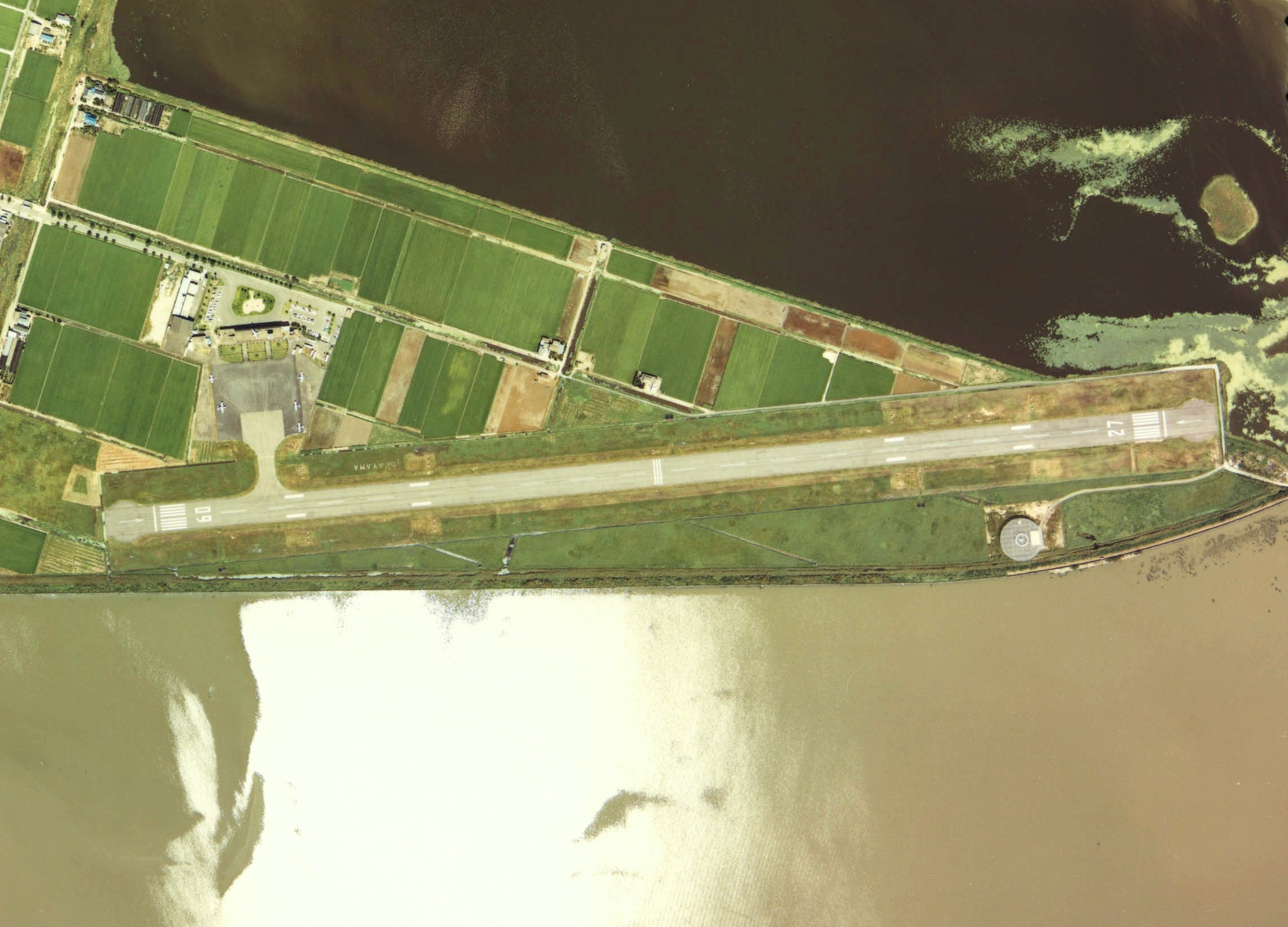
岡山空港時代の空中写真。（1980年撮影）

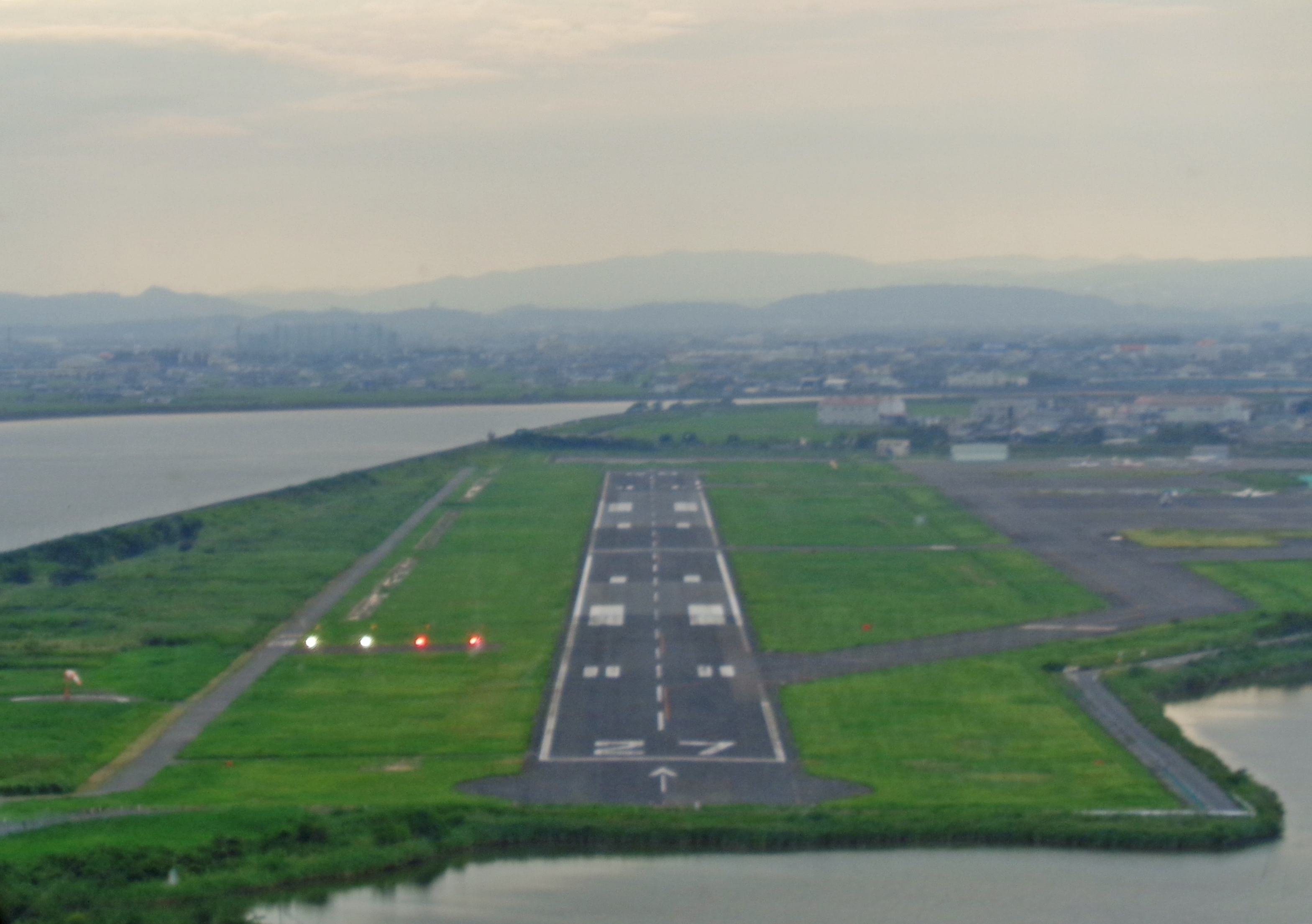
岡南飛行場に着陸

岡南飛行場（こうなんひこうじょう、Kohnan Airport）は、岡山県岡山市南区にある、岡山県が設置・管理する飛行場である。旧岡山空港。

## 概要
かつて、全日本空輸による東京への路線をはじめ、東亜国内航空による松山や宮崎への定期旅客路線が就航していた。しかし、1,200mの滑走路ではYS-11クラスの離着陸が限界でジェット化が難しく輸送力増強には限界があったほか、臨海部に存在する、当空港の南東には金甲山（標高403m）や貝殻山（標高209m）が存在するという地形上の理由により滑走路の延長もままならないことから、1988年（昭和63年）にジェット機の離着陸に対応した（新）岡山空港が岡山市北区日応寺の丘陵地帯に建設された。
（新）岡山空港の開港後、定期旅客航路はそちらに移転し、貸切輸送・遊覧飛行・撮影および宣伝飛行・自家用機に特化した飛行場として、中四国では有数の小型機の拠点となっており、曲技飛行では「ウイスキーパパ競技曲技飛行チーム」と「TEAM GION」の拠点となっている。このほか、岡山県警察航空隊・岡山市消防航空隊も当飛行場を基地として使用している。多くの飛行場にある停留期限を廃止しているため小型機にも利用しやすくなったが、長期間の放置が発生する問題も発生している。2023年には、毎年2億円前後の慢性的な赤字経営になっていることが報道された。
従来、IATAコードはOKSであったが、現在は付与されていない。
なお、2005年に放送されたテレビドラマ『花より男子』第1シリーズの最終回にて、ロケ地として使用された。

## 沿革
- 1962年（昭和37年）10月13日 - 岡山空港として開港する
- 1988年（昭和63年）3月11日 - （新）岡山空港供用に伴い「岡南飛行場」へ名称変更するとともに、種別を「公共用その他飛行場」に変更する
- 1992年（平成4年） - ゼネラルアビエーション空港（小型航空機の拠点飛行場）第1号として認定される
- 2001年（平成13年）9月6日 - 新エプロン拡張部の供用開始
- 2004年（平成16年）12月23日 - 新管理棟の供用開始
- 2021年（令和3年）3月13日‐訓練中の航空機が着陸後に滑走路を逸脱する「重大インシデント」が発生[4]

## 施設
2004年まで供用されていた旧ターミナルビルの屋上展望デッキには、岡山空港として開港した当初からエアロコマンダー 500が展示されていたが、新ターミナルに移設されることはなく撤去された。現ターミナルビルの3階は無料の展望施設になっている。
空港内に施設をもつ行政機関・企業
- 岡山市消防航空隊（岡山市消防局）
- 岡山県警察航空隊（岡山県警察）
- 四国航空
- 匠航空
- ジャプコン
- 岡山航空[5]
- 岡山グライダークラブ

## 交通

### 路線バス
- 岡電バス（岡南営業所）が運行
  - JR岡山駅東口バスターミナルから約40分
  - 天満屋バスステーションから約30分

### タクシー
- 岡山インターから約50分
- 岡山駅から約30分

## 周辺
- 岡山県道212号浦安豊成線
- 岡山港
- 児島湖
- 阿部池
- 金甲山
- 岡山市総合文化体育館（カルチャーパーク）
- 岡山労災病院※現在は「岡山ろうさい病院」

## ギャラリー

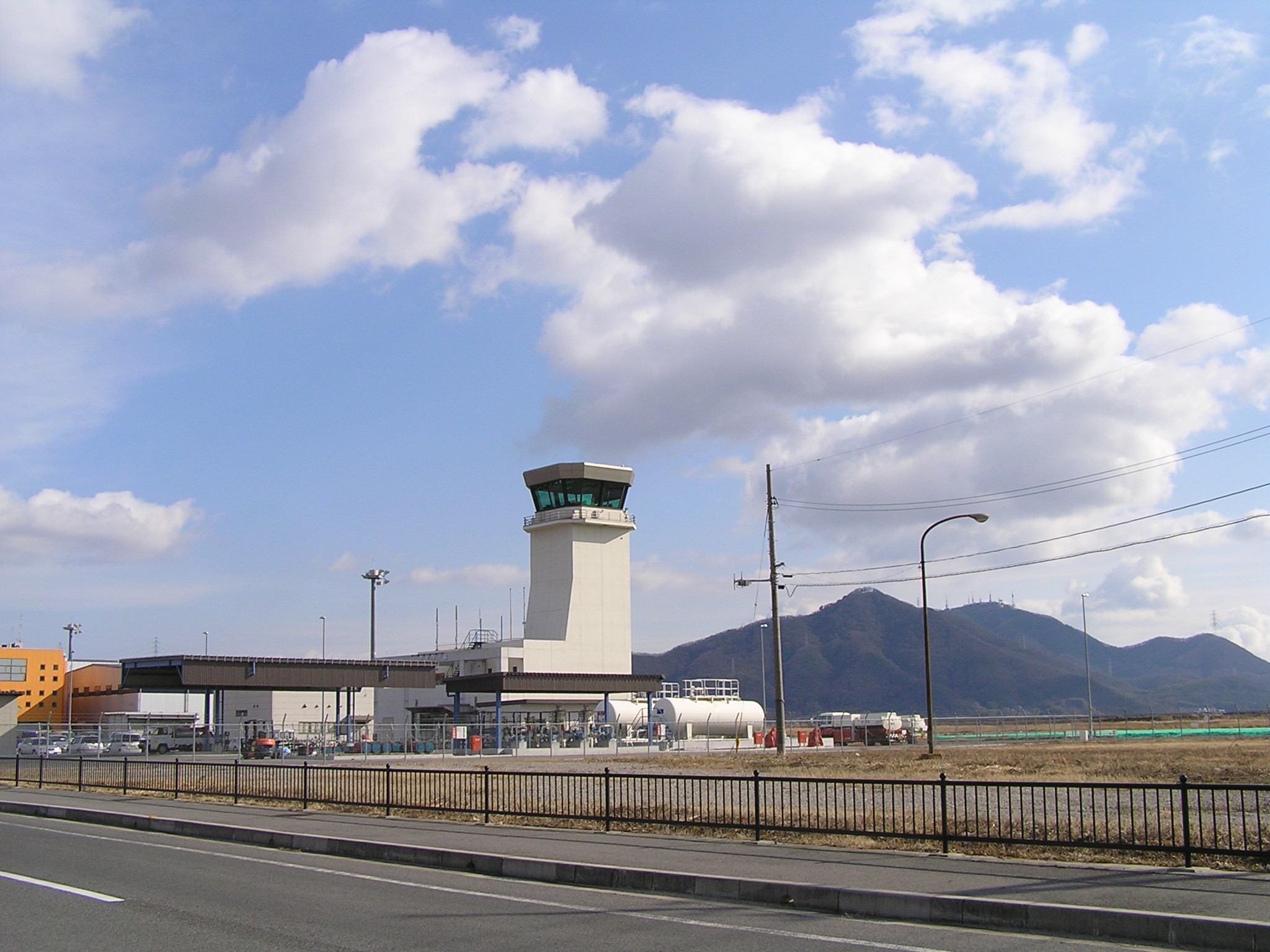
空港管制塔
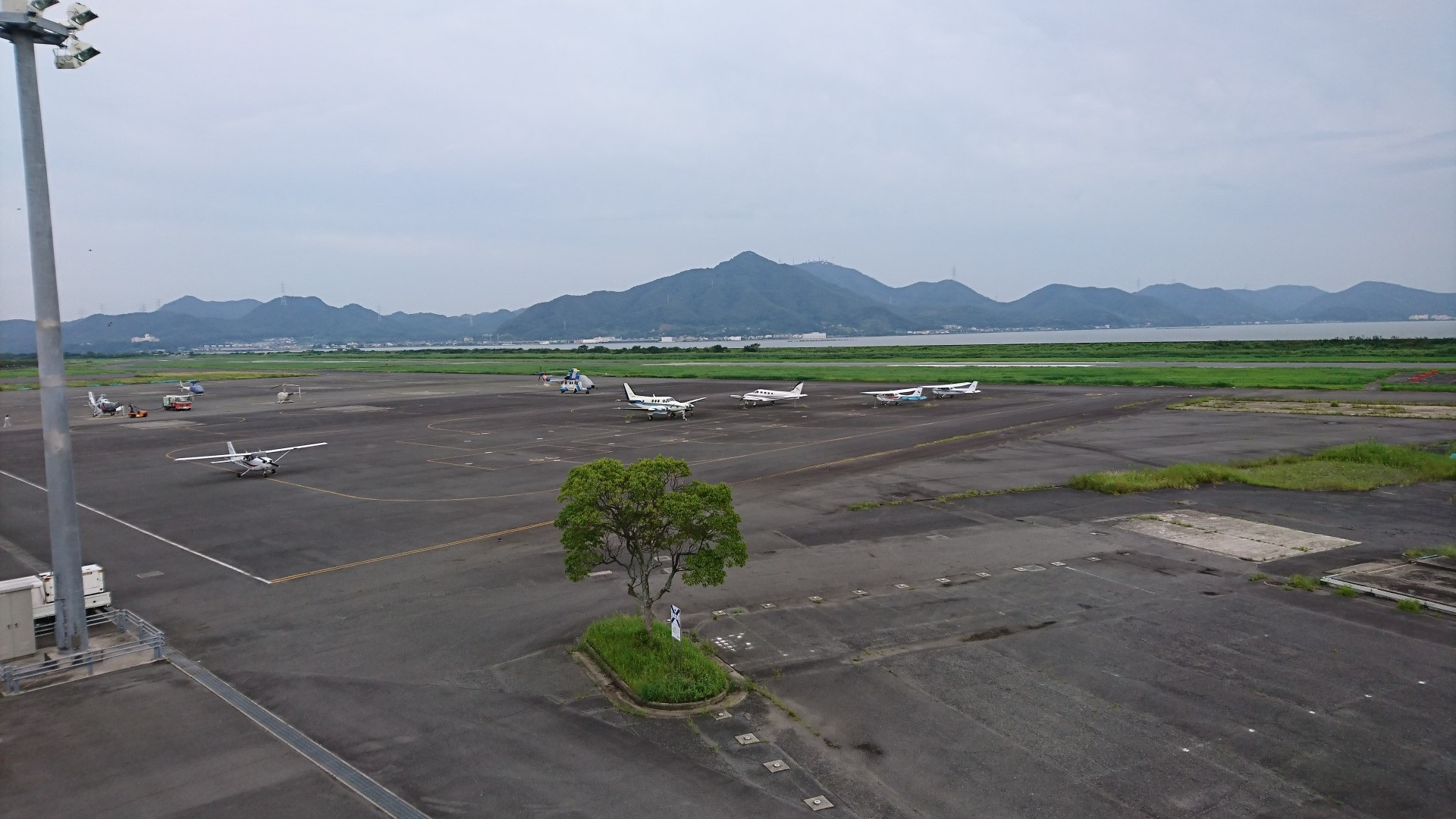
同空港エプロン
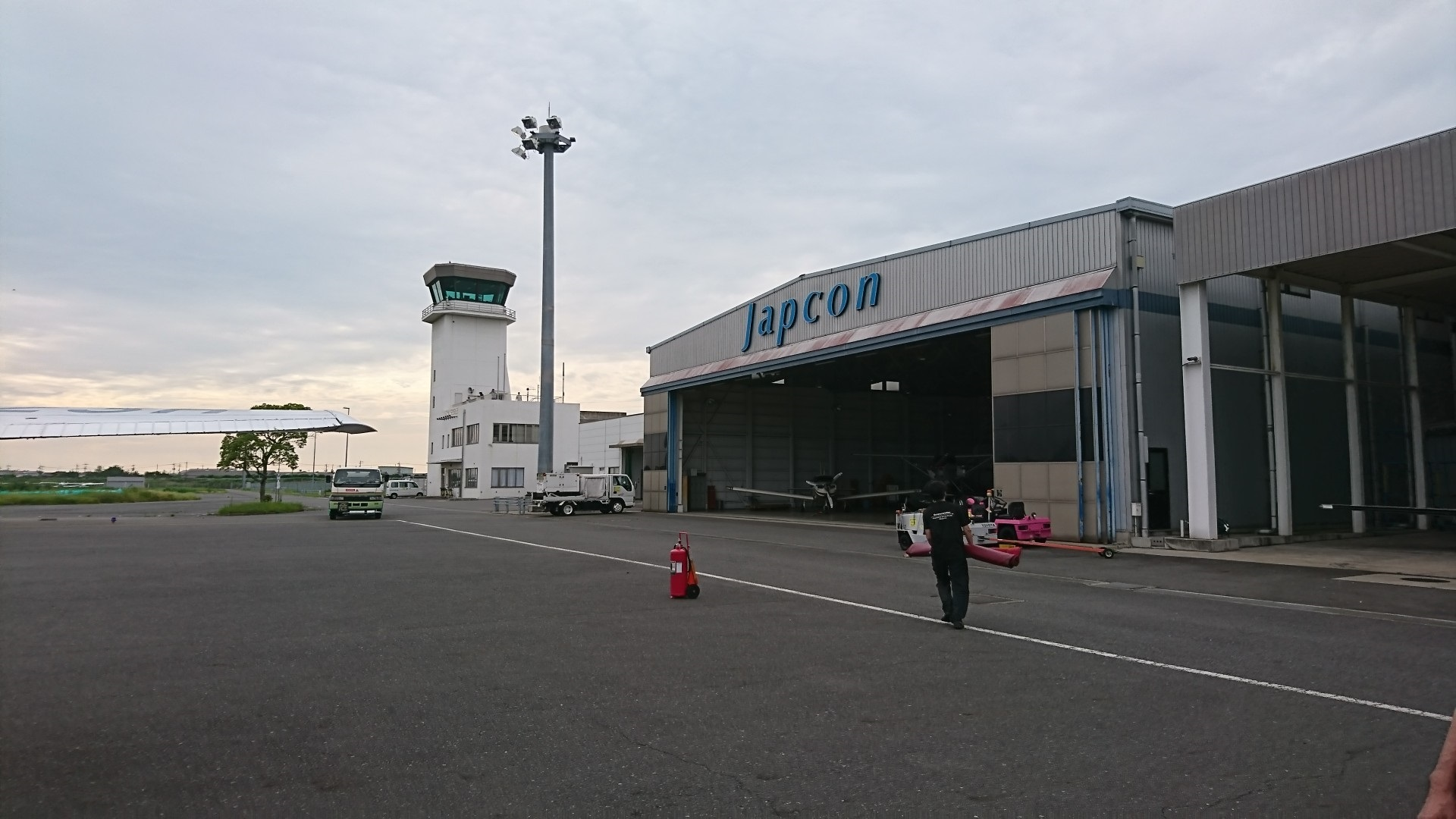
制限区域内より管制塔を望む
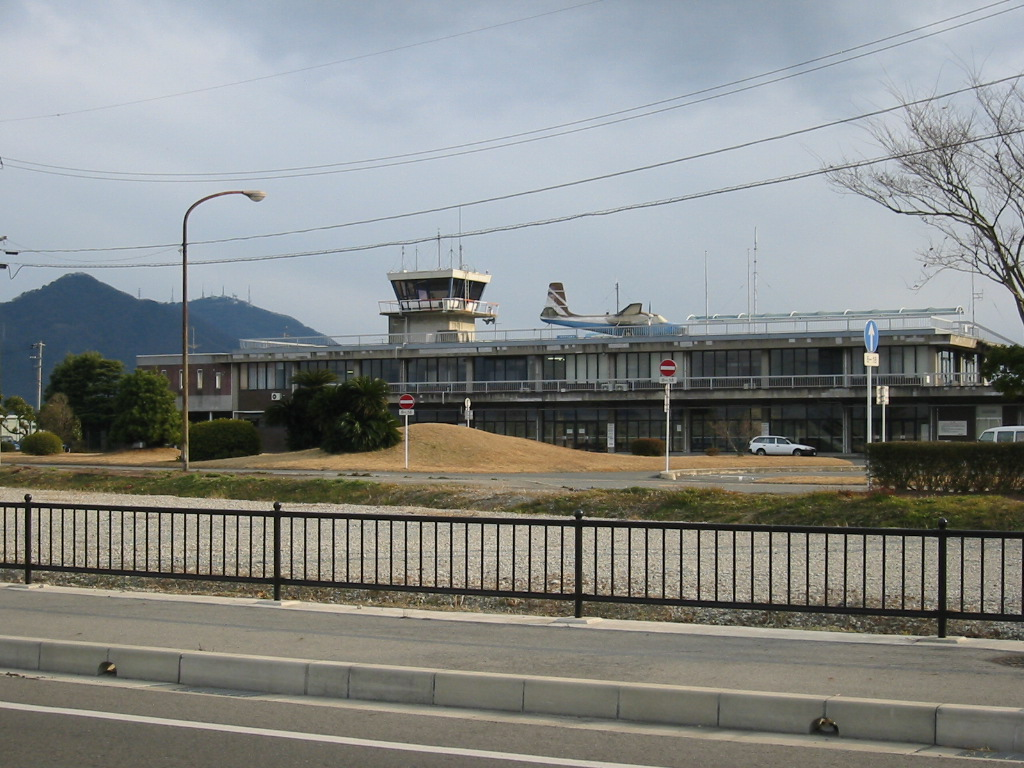
岡山空港開港時から2004年まで使用された旧ターミナルビル